# Starrcade
Starrcade var et pay-per-view-show inden for wrestling produceret af Jim Crockett Promotions (1983-1987) og senere World Championship Wrestling (1988-2000). Det var ét af organisationens månedlige shows og blev som regel afholdt i slutningen af december. Starrcade bød typisk på de største og vigtigste kampe i løbet af året og blev sammenlignet med WWF's WrestleMania, til trods for at den første WrestleMania først fandt sted i 1985.
Starrcade blev produceret af Jim Crockett Promotions, der var den største wrestlingorganisation i National Wrestling Alliance, fra 1983 til 1987. I den periode blev Starrcade afholdt i slutningen af november i forbindelse med Thanksgiving. Starrcade 1987 var det første pay-per-view-show afholdt af NWA – de forrige shows var blevet vist på tv. Ric Flair var i 1980'erne NWA's største stjerne og var at finde i showets main event de første otte udgaver af Starrcade (1983-1990) og igen i 1993 og 1995. Det var først i 1998, at Ric Flair wrestlede ved Starrcade i en kamp, som ikke var showets main event, og det blev også hans sidste Starrcade-kamp nogensinde.
I 1988 blev Jim Crockett Promotions solgt til Ted Turner og blev til World Championship Wrestling (WCW). I WCW var man tvunget til at flytte Starrcade til december, så showet ikke skulle konkurrere direkte med WWF's Survivor Series, der også fandt sted i slutningen af november og blev afviklet første gang i 1988. Fra 1988 til 1990 blev Starrcade fortsat afholdt under NWA-banner, men efter WCW trak sig endeligt ud af NWA, fortsatte organisationen med at producere pay-per-view-showet selv.
I midten 1990'erne skrev Hulk Hogan kontrakt med WCW, og det hjalp organisationen til at konkurrere direkte med WWF. WCW's to største stjerner i 1990'erne – Hogan og Sting – mødtes ved Starrcade '97, og det blev det mest succesrige og bedst sælgende pay-per-view-show i WCW's historie.
I 2001 blev WCW solgt til WWF, og i dag ligger rettighederne til Starrcade hos WWE (tidligere WWF). Det samme gør alle andre tidligere WCW-shows. WWE har dog indtil videre kun fortsat med at producere The Great American Bash (under navnet The Bash) fra 2004 til 2009. I november 2008 fejrede WWE dog Starrcades 25-års jubilæum, og organisationen udgav i januar 2009 dvd'en Starrcade: The Essential Collection. Den består af tre dvd'er med mere end 20 af de største kampe fra Starrcades historie.

## Main events
| År   | Main event                      | Titel                              |
| ---- | ------------------------------- | ---------------------------------- |
| 1983 | Harley Race vs. Ric Flair       | NWA World Heavyweight Championship |
| 1984 | Ric Flair vs. Dusty Rhodes      | NWA World Heavyweight Championship |
| 1985 | Ric Flair vs. Dusty Rhodes      | NWA World Heavyweight Championship |
| 1986 | Ric Flair vs. Nikita Koloff     | NWA World Heavyweight Championship |
| 1987 | Ron Garvin vs. Ric Flair        | NWA World Heavyweight Championship |
| 1988 | Ric Flair vs. Lex Luger         | NWA World Heavyweight Championship |
| 1989 | Ric Flair vs. Sting             | NWA World Heavyweight Championship |
| 1990 | Sting vs. The Black Scorpion    | NWA World Heavyweight Championship |
| 1991 | Battlebowl                      |                                    |
| 1992 | Battlebowl                      |                                    |
| 1993 | Vader vs. Ric Flair             | WCW World Heavyweight Championship |
| 1994 | Hulk Hogan vs. The Butcher      | WCW World Heavyweight Championship |
| 1995 | Randy Savage vs. Ric Flair      | WCW World Heavyweight Championship |
| 1996 | Hollywood Hogan vs. Roddy Piper |                                    |
| 1997 | Hollywood Hogan vs. Sting       | WCW World Heavyweight Championship |
| 1998 | Goldberg vs. Kevin Nash         | WCW World Heavyweight Championship |
| 1999 | Bret Hart vs. Goldberg          | WCW World Heavyweight Championship |
| 2000 | Scott Steiner vs. Sid Vicious   | WCW World Heavyweight Championship |

## Resultater

### 1983
Starrcade 1983: Flare for the Gold fandt sted d. 24. november 1983 fra Greensboro Coliseum i Greensboro, North Carolina.
- The Assassins besejrede Rufus R. Jones og Bugsy McGraw
- Kevin Sullivan og Mark Lewin besejrede Scott McGhee og Johnny Weaver
- Abdullah the Butcher besejrede Carlos Colon
- Bob Orton, Jr. og Dick Slater besejrede Mark Youngblood og Wahoo McDaniel
- NWA Television Championship: Charlie Brown besejrede The Great Kabuki i en Title vs. Mask Match
- NWA United States Heavyweight Championship: Roddy Piper besejrede Greg Valentine i en Dog Collar Match
- NWA World Tag Team Championship: Ricky Steamboat og Jay Youngblood besejrede Jack Brisco og Jerry Brisco
  - Angelo Mosca var dommer i kampen.
- NWA World Heavyweight Championship: Ric Flair besejrede Harley Race i en Steel Cage Match
  - Gene Kiniski var dommer i kampen.
  - Ric Flair vandt dermed sin anden VM-titel.

### 1984
Starrcade 1984: The Million Dollar Challenge fandt sted d. 22. november 1984 fra Greensboro Coliseum i Greensboro, North Carolina.
- NWA World Junior Heavyweight Championship: Denny Brown besejrede Mike Davis
- Brian Adias besejrede Mr. Ito
- NWA Florida Heavyweight Championship: Jesse Barr besejrede Mike Graham
- The Assassin og Buzz Tyler besejrede The Zambuie Express (Elijah Akeem og Kareem Muhammed) (med Paul Jones)
- Manny Fernogez besejrede Black Bart (med James J. Dillon)
- Paul Jones besejrede Jimmy Valiant i en Tuxedo Street Fight Loser Leaves Town Match
- NWA Mid-Atlantic Heavyweight Championship: Ron Bass (med James J. Dillon) besejrede Dick Slater via diskvalifikation
- Ivan Koloff og Nikita Koloff besejrede Ole Anderson og Keith Larson (med Don Kernodle)
- NWA World Television Championship: Tully Blanchard besejrede Ricky Steamboat
- NWA United States Heavyweight Championship: Wahoo McDaniel besejrede Billy Graham (med Paul Jones)
- NWA World Heavyweight Championship: Ric Flair besejrede Dusty Rhodes
  - Joe Frazier var dommer i kampen.

### 1985
Starrcade '85: The Gathering fandt sted d. 28. november 1985 fra Greensboro Coliseum i Greensboro, North Carolina og The Omni i Atlanta, Georgia.
Resultater fra Greensboro Coliseum
- NWA Mid-Atlantic Heavyweight Championship: Krusher Khruschev besejrede Sam Houston
- Ron Bass besejrede Black Bart (med James J. Dillon) i en Texas Bullrope Match
- James J. Dillon (med Black Bart) besejrede Ron Bass i en Texas Bullrope Match
- NWA National Heavyweight Championship: Buddy Logel (med James J. Dillon) besejrede Terry Taylor
- NWA United States Heavyweight Championship: Magnum T.A. besejrede Tully Blanchard (med Baby Doll) i en "I Quit" Steel Cage Match
- NWA World Tag Team Championship: The Rock 'n' Roll Express (Ricky Morton og Robert Gibson) (med Don Kernodle) besejrede Ivan Koloff og Nikita Koloff (med Krusher Khruschev) i en Steel Cage Match

Resultater fra The Omni
- Manny Fernogez besejrede Abdullah the Butcher (med Paul Jones) i en Mexican Death Match
- Billy Graham besejrede Barbarian (med Paul Jones) via diskvalifikation i en Arm Wrestling Match
- Billy Graham besejrede Barbarian (med Paul Jones) via diskvalifikation
- NWA National Tag Team Championship: Minnesota Wrecking Crew (Ole Anderson og Arn Anderson) besejrede Wahoo McDaniel og Billy Jack Haynes
- Jimmy Valiant og Miss Atlanta Lively (med Big Mama) besejrede Midnight Express (Bobby Eaton og Dennis Condrey) (med Jim Cornette) i en Atlanta Street Fight
- NWA World Heavyweight Championship: Dusty Rhodes besejrede Ric Flair

### 1986
Starrcade '86: Night of the Skywalkers fandt sted d. 27. november 1986 fra Greensboro Coliseum i Greensboro, North Carolina og The Omni i Atlanta, Georgia.
- Tim Horner og Nelson Royal besejrede Don og Rocky Kernodle
- Hector Guerrero og Baron Von Raschke besejrede Shaska Whatley og Barbarian
- Wahoo McDaniel besejrede Rick Rude (med Paul Jones) i en Indian Strap Match
- Jimmy Valiant (med Big Mama) besejrede Paul Jones i en Hair versus Hair Match med Manny Fernogez buret inde
- NWA World Television Championship: Tully Blanchard (med James J. Dillon) besejrede Dusty Rhodes i en First Blood Match
- NWA World Tag Team Championship: Rock 'n' Roll Express besejrede Ole Anderson og Arn Anderson i en Steel Cage Match
- Brad Armstrong kæmpede uafgjort mod Jimmy Garvin (med Precious)
- NWA United States Tag Team Championship: Krusher Khruschev og Ivan Koloff besejrede Bobby Jaggers og Dutch Mantel
- NWA Central States Heavyweight Championship: Sam Houston besejrede Bill Dundee via diskvalifikation
- Big Bubba Rogers (med Jim Cornette) besejrede Ron Garvin i en Street Fight
- Road Warriors (med Paul Ellering) besejrede Midnight Express (med Jim Cornette og Big Bubba Rogers) i en Scaffold Match
- NWA World Heavyweight Championship: Ric Flair og Nikita Koloff kæmpede uafgjort
  - Verdensmesteren Ric Flair og US-mesteren Nikita Koloff blev begge diskvalificeret.

### 1994
Starrcade 1994: Triple Threat fandt sted 27. december 1994 fra Nashville, Tennessee.
- WCW United States Heavyweight Championship: Vader besejrede Hacksaw Jim Duggan
  - Vader vandt dermed titlen.
- Alex Wright besejrede Jean-Paul Levesque
- WCW World Television Championship: Johnny B. Badd besejrede Arn Anderson
- WCW World Tag Team Championship: Nasty Boys (Brian Knobbs og Jerry Sags) besejrede Harlem Heat (Booker T og Stevie Ray) via diskvalifikation
  - Harlem Heat forsvarede VM-bælterne trods nederlaget.
- Mr. T besejrede Kevin Sullivan
- Sting besejrede Avalanche via diskvalifikation
- WCW World Heavyweight Championship: Hulk Hogan besejrede The Butcher
  - 3 Faces of Fear (Kevin Sullivan, The Butcher og Avalanche) angreb Hulk Hogan og Sting efter kampen. Kort efter kom Randy Savage, der netop havde skrevet kontrakt med World Championship Wrestling, til ringen og hjalp Hogan og Sting, hvilket betød, at Mega Powers (Hulk Hogan og Randy Savage) blev officielt gendannet for første gang siden 1989.
  - Da Hogan kom tilbage til omklædningsrummet, blev han konfronteret af Vader, der forlangte en titelkamp.

### 1995
Starrcade 1995: World Cup of Wrestling fandt sted fra Nashville, Tennessee. De første syv kampe var en del af en match mellem to wrestlingorganisationer – World Championship Wrestling og New Japan Pro Wrestling.
- Jushin Liger (NJPW) besejrede Chris Benoit (WCW)
- Koji Kanemoto (NJPW) besejrede Alex Wright (WCW)
- Lex Luger (WCW) besejrede Masa Chono (NJPW)
- Johnny B. Badd (WCW) besejrede Masa Saito (NJPW) via diskvalifikation
- Shinjiro Otani (NJPW) besejrede Eddie Guerrero (WCW)
- Randy Savage (WCW) besejrede Hiroyoshi Tenzan (NJPW)
- Sting (WCW) besejrede Kensuke Sasaki (NJPW)
  - Med sin sejr kunne Sting sikre WCW en sejr på 4-3 over New Japan Pro Wrestling
- Ric Flair besejrede Lex Luger og Sting i en Triangle Match
  - Både Lex Luger og Sting blev talt ud af dommeren, hvilket gjorde Ric Flair til vinder af kampen og dermed topudfordreren til WCW World Heavyweight Championship.
- WCW World Heavyweight Championship: Ric Flair besejrede Randy Savage
  - Ric Flair vandt kampen med hjælp fra Arn Anderson og dermed også sin 12. VM-titel.
- WCW United States Heavyweight Championship: One Man Gang besejrede Kensuke Sasaki
  - One Man Gang vandt dermed titlen.
  - Pay-per-view-showet sluttede med One Man Gangs kontroversielle titelsejr. I arenaen blev kampen dog startet forfra, og Sasaki vandt kampen. Dette blev gjort, så One Man Gang på tv kunne fremstå som mesteren, og fordi Sasaki tog tilbage til Japan efter at have wrestlet i USA et stykke tid.

### 1996
Starrcade 1996 fandt sted 29. december 1996 fra Nashville, Tennessee.
- WCW Cruiserweight Championship: The Ultimate Dragon besejrede Dean Malenko.
  - Dette var en kamp om både J-Crown Championship og WCW Cruiserweight Championship.
- WCW Women's Championship: Akira Hokuto besejrede Madusa
- Jushin Liger besejrede Rey Mysterio, Jr.
- Jeff Jarrett besejrede Chris Benoit i en No Disqualification Match
- WCW World Tag Team Championship: The Outsiders (Scott Hall og Kevin Nash) besejrede Faces of Fear (Meng og Barbarian)
- WCW United States Heavyweight Championship: Eddie Guerrero besejrede Diamond Dallas Page
- Lex Luger besejrede The Giant
- Roddy Piper besejrede Hollywood Hogan
  - Selvom Hogan var den regerende verdensmester, og kampen var hovedkampen ved WCW's største pay-per-view-show overhovedet, var det af eller anden grund ikke om Hogans VM-titel.

### 1997
Starrcade 1997 fandt sted 28. december 1997 fra Washington, D.C.
- WCW Cruiserweight Championship: Eddie Guerrero besejrede Dean Malenko
- Scott Norton, Vincent og Randy Savage besejrede Steiner Brothers (Rick Steiner and Scott Steiner) og Ray Traylor
- Goldberg besejrede Steve McMichael
- Saturn (med Raven) besejrede Chris Benoit i en Raven's Rules Match
- Buff Bagwell besejrede Lex Luger
- WCW United States Heavyweight Championship: Diamond Dallas Page besejrede Curt Hennig
- Larry Zbyszko besejrede Eric Bischoff via diskvalifikation
  - Zbyzsko, der normalt var kommentator på WCW's ugentlige tv-program Monday Nitro, sikrede dermed, at WCW bevarede kontrollen over tv-showet.
  - Bret Hart var dommer i kampen.
- WCW World Heavyweight Championship: Sting besejrede Hollywood Hogan
  - Dommeren Nick Patrick hjalp Hollywood Hogan til sejren, men Bret Hart, der havde været dommer i kampen før, kom til ringen og sagde, at det var slut med snyd i VM-titelkampe, og han startede kampen forfra. Sting fik kort efter Hogan til at give op.
  - Trods VM-titelsejren fik Sting frataget bæltet et par uger efter, og en ny VM-titelkamp blev arrangeret til WCW's SuperBrawl VIII i februar 1998.

### 1998
Starrcade 1998 fandt sted 27. december 1998 fra MCI Center i Washington, D.C..
- WCW Cruiserweight Championship: Kidman besejrede Rey Mysterio, Jr. og Juventud Guerrera i en Triangle Match
- WCW Cruiserweight Championship: Kidman besejrede Eddie Guerrero
- Norman Smiley besejrede Prince Iaukea
- Perry Saturn besejrede Ernest Miller (med Sonny Onoo)
- Brian Adams og Scott Norton (med Vincent) besejrede Fit Finlay og Jerry Flynn
- WCW World Television Championship: Konnan besejrede Chris Jericho
- Eric Bischoff besejrede Ric Flair
  - Det var Ric Flairs første kamp i WCW i lang tid.
  - Bischoff vandt med hjælp fra Curt Hennig.
- Diamond Dallas Page besejrede The Giant
- WCW World Heavyweight Championship: Kevin Nash besejrede Goldberg i en No Disqualification Match
  - Inden kamp havde Goldberg en kampstatistik på 173-0.
  - Mod slutningen af kampen blev både Disco Inferno, Bam Bam Bigelow og Scott Hall involveret til fordel for Nash.
  - Med sejren blev Kevin Nash dermed den første til at besejre Goldberg, og Nash vandt ligeledes VM-titlen.

### 1999
Starrcade 1999 fandt sted d. 19. december 1999 fra MCI Center i Washington, D.C..
- Mamalukes (Big Vito og Johnny the Bull) (med Tony Marinara) besejrede Disco Inferno og Lash LeRoux
- WCW Cruiserweight Championship: Madusa besejrede Evan Karagias (med Spice)
- WCW Hardcore Championship: Norman Smiley besejrede Meng
- The Revolution (Shane Douglas, Dean Malenko, Perry Saturn og Asya) besejrede Hacksaw Jim Duggan og Varsity Club (Kevin Sullivan, Mike Rotunda og Rick Steiner) (med Leia Meow)
  - Kevin Sullivan, der ellers havde indstillet karrieren i 1997, gjorde comeback til ringen i denne kamp.
  - Varsity Club endte med at vende Duggan ryggen, og The Revolution havde ingen problemer med at vinde.
- Vampiro (med The Misfits) besejrede Steve Williams via diskvalifikation
- Vampiro (med The Misfits) besejrede Oklahoma
- Creative Control (Gerald og Patrick) og Curt Hennig (med Shane) besejrede Harlem Heat (Booker T og Stevie Ray) og Midnight
  - Stevie Ray ville ikke wrestle, og det var derfor 3 mod 2.
- Jeff Jarrett besejrede Dustin Rhodes i et Bunkhouse Brawl
- Diamond Dallas Page besejrede David Flair i en Crowbar on a Pole match
- Sting (med Miss Elizabeth) besejrede Lex Luger via diskvalifikation
- Kevin Nash besejrede Sid Vicious i en Powerbomb match
  - Dommeren gav Nash sejren, selvom Nash ikke havde udført en powerbomb på Sid Vicious.
- WCW United States Heavyweight Championship: Chris Benoit besejrede Jeff Jarrett i en Ladder match
  - Scott Hall havde opgivet titelkampen mod Chris Benoit pga. en skade, og WCW gav dermed titlen til Chris Benoit. En ny titelkamp mellem Benoit og Jeff Jarrett blev i stedet for arrangeret.
- WCW World Heavyweight Championship: Bret Hart besejrede Goldberg i en No Disqualification match
  - Tre dommere blev slået bevidstløs i kampen, inden specieldommeren Roddy Piper kom til ringen. Piper gav med det samme sejren til Bret Hart, selvom Goldberg ikke havde tabt eller givet op. Begivenheden var en reference til Montreal Screwjob, hvor Bret Hart blev snydt for WWF's VM-titel mod Shawn Michaels.
  - Goldberg sparkede Bret Hart i hovedet under kampen, hvilket resulterede i en slem hjernerystelse til Bret Hart. Hart måtte kort tid efter indstille karrieren.
  - Pga. den kontroversielle afgørelse på kampen blev WCW's VM-titel erklæret for ledig aftenen efter under en episode af WCW Monday Nitro.